# Круглоуніверситетська, 2/1
Будинок № 2/1 («Будинок міліції», «Міліцейка») — будинок, зведений архітектором Павлом Савичем, розташований на підвищеній ділянці на розі Круглоуніверситетської вулиці та Крутого узвозу.
Яскравий зразок київського постконструктивізму.

## Історія ділянки

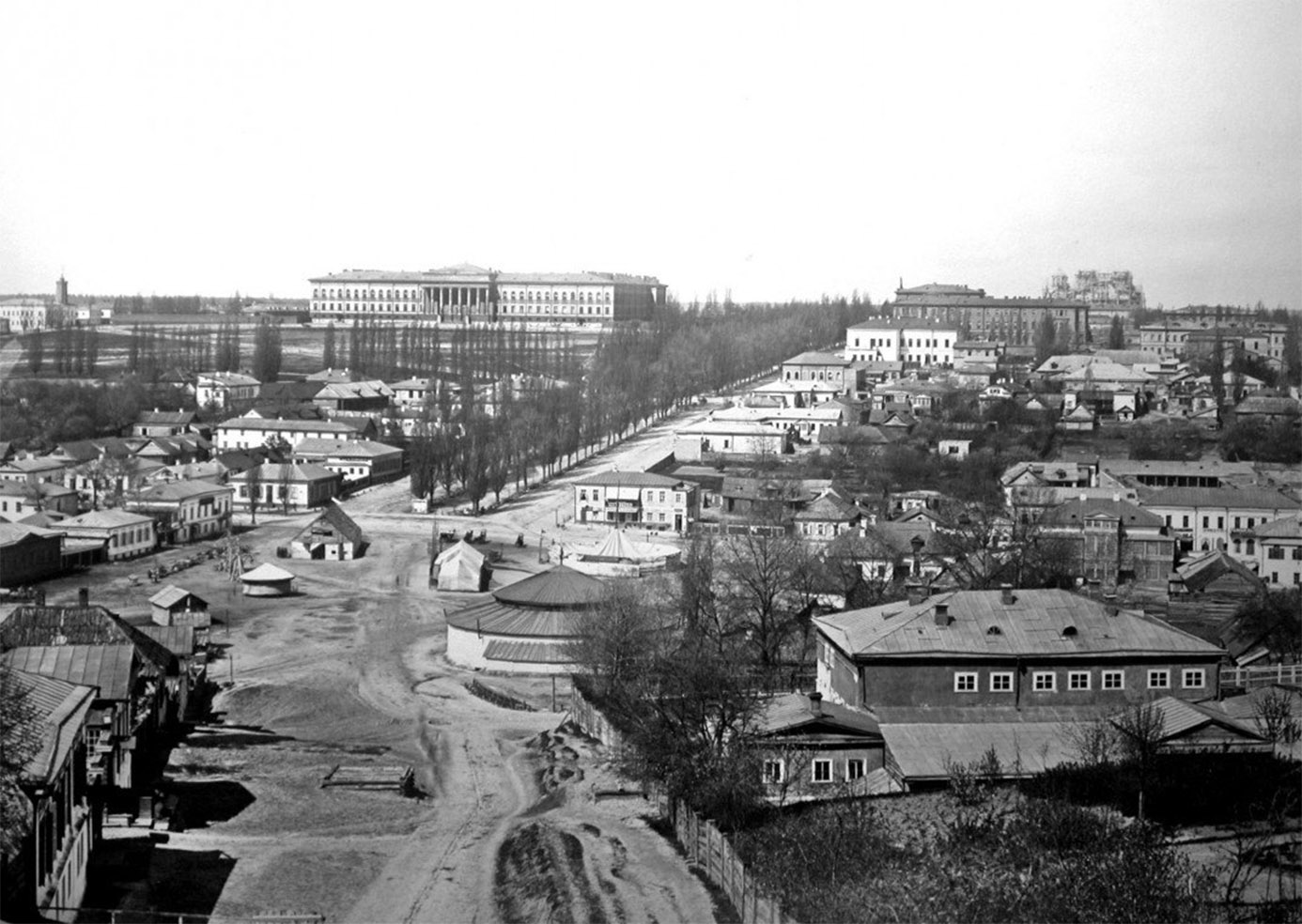
Ділянка № 2/1 з одноповерховим будинком (справа) на фото 1872 року

Схил Липського узгір'я почали забудовувати в ХІХ сторіччі. Садиба належала докторові Гаврилі Носенкові. Станом на 1906 рік власниками були вже Семен, Никін і Василь Мухіни.
На початку ХХ сторіччя тут розташовувався кафешантан «Буфф». 1914 року в Російській імперії запровадили «сухий закон». У липні 1915 року під час перевірки в одній з кабінок кафешантану виявили двох п'яних жінок, в карафку яких було налито шампанське. «Буфф» закрили, а членів правління фірми-власника ув'язнили на 3 місяці.
Уздовж ділянки проходив маршрут трамвая № 18 (Бессарабська площа — Круглоуніверситетська — Банкова — Лавра). Після аварії 1938 року маршрут скасували.

## Будівництво і використання будівлі
1934 року на розі Круглоуніверситетської та Крутого узвозу за проєктом архітектора Павла Савича спорудили чотириповерховий будинок для співробітників обласної міліції (органів НКВС).
У 1937—1938 роках відбулась чистка НКВС і частина мешканців була репресована. За розповідями старожилів, сусіди писали доноси один на одного, отримуючи за кожного «ворога народу» по 50 карбованців.
Після німецько-радянської війни будинок заселяли вже представники різних соціальних верств.

## Боротьба проти забудови
6 січня 2011 року Київська міська рада своїм рішенням № 337/6553 товариствам з обмеженою відповідальністю «Віліма-95» і «БЦ Діамант Холл» виділила 0,0150 га землі (кадастровий номер 8000000000:76:034:0009) для «будівництва, експлуатації та обслуговування торговельно-виставкового залу».
2015 року на вузькому пожежному проїзді впритул до будинку розпочалися будівельні роботи. Будівельники пошкодили каналізацію будинку. Котлован почав наповнюватись також ґрунтовими водами. Виникла загроза обвалу будинку. Окрім того, спірна земельна ділянка на час ухвалення рішення міськради та укладення договору оренди земельна ділянка відносилась до земель історико-культурного призначення.
Мешканці об'єднались і створили будинковий комітет «Вулиця Круглоуніверситетська, 2/1», щоб протистояти забудові.
6 липня 2016 року Печерський районний суд міста Києва прийняв ухвалу про заборону ТОВ «БЦ Діамант Холл» виконувати будь-які дії, пов'язані з будівництвом на прибудинковій території. Однак фірма не виконала рішення суду і протягом літа проводила підготовчі та будівельні роботи, завозила відповідне обладнання.
На прохання мешканців народний депутат Леонід Ємець звернувся із запитом до міністра внутрішніх справ України, голови Київської міської державної адміністрації і голови Державної архітектурно-будівельної інспекції України з вимогою провести перевірку фактів і вжити заходів з
метою притягнення винних осіб до відповідальності.
Водночас Господарський суд Києва і згодом Київський апеляційний господарський суд відмовили у задоволенні позовних вимог з підстав спливу позовної давності. Заступник прокурора Києва звернувся з касаційною скаргою до Вищого господарського суду України. Вища інстанція частково задовольнила позов і скерувала матеріали справи для нового розгляду Господарського суду Києва.
17 вересня 2019 року Верховний Суд задовільнив касаційну скаргу адвокатів органу самоврядування співвласників і частково скасував рішення першої та апеляційної інстанції у справі щодо будівництва торговельно-розважального центру поруч із пам'яткою архітектури у стилі конструктивізму, збереженою після Другої світової війни.

## Архітектура
Цегляна, тинькована, пофарбована будівля складається з двох корпусів. У секціях містяться дві-, три- або чотирикімнатні квартири. У будинку — плоскі, дерев'яні перекриття, одномаршові сходи. На сходові клітки ведуть парадний і чорний входи. Ванні кімнати мають віконця для природного освітлення.
Архітектура фасадів вирішена у стилі постконструктивізму — перехідного етапу від чистого конструктивізму 1920-х років до сталінського неокласицизму кінця 1930-х. Корпуси ще зберегли конструктивістську елементи. Виразність композиції підкреслена взаємодією вертикальних і горизонтальних площин і ліній, а також напруженим ритмом балконів і вікон, які концентруються у наріжній частині будівлі. Водночас з'явились декоративні елементи радянського варіанту ар деко.
Композиційною віссю є трохи відсунуте в глибину наріжжя, яке акцентоване парадними сходами і надбудовою. Його нижню напівкруглу частину займають комерційні і громадські заклади. Наріжну терасу підтримує система підпірних стін. Наріжжя вже не округлене, як це характерно для конструктивізму. Площини стін прорізані витягнуті вікна.
Дворовий простір обмежений підпірними мурами.